# Rimantas Bagdonas
Rimantas Bagdonas (* 25. Januar 1938 in Biržai, Litauen) ist ein ehemaliger sowjetischer Ringer litauischer Herkunft. Er war 1965 Weltmeister im griechisch-römischen Stil im Mittelgewicht.

## Leben
1964 absolvierte Bagdonas das Diplomstudium am Sportinstitut Kiew.
Rimantas Bagdonas entwickelte sich als Jugendlicher zu einem hervorragenden Ringer im griechisch-römischen Stil. In der ersten Hälfte der 1960er Jahre gehörte er zu den besten sowjetischen Ringern und damit auch zu den besten Ringern der Welt in diesem Stil im Halbschwer- bzw. im Mittelgewicht. Aufgrund seiner guten Leistungen wurde er zum litauischen Spitzenklub Spartak Vilnius delegiert, wo er von Michail Misius u. J.G. Maslennikow trainiert wurde und dem er bis zu seinem Karriereende angehörte.
Die Konkurrenz für Rimantas Bagdonas in der UdSSR, das damals ohne Zweifel, zumindest im griechisch-römischen Stil, die Ringer-Nation Nummer 1 in der Welt war, war in seiner Gewichtsklasse ungeheuer groß. Es sei nur an Namen wie Anatoli Kolessow, Nikolai Tschutschalow, Anatoli Kirow, Walentin Olenik oder Alexander Jurkewitsch erinnert. Trotzdem gelang es ihm, in den Jahren 1961 im Halbschwergewicht und 1963 im Mittelgewicht sowjetischer Meister zu werden. Dabei ist zu beachten, dass das Halbschwergewicht 1961 bis 87 kg Körpergewicht und nach einer Gewichtsklassenreform durch den Internationalen Ringerverband FILA 1962 das Mittelgewicht bis 87 kg und das Halbschwergewicht bis 97 kg Körpergewicht reichte. Rimantas Bagdonas rang also immer in der Gewichtsklasse bis 87 kg Körpergewicht, nur hieß diese Klasse bis 1981 Halbschwer- und ab 1962 eben Mittelgewicht.
Zu Einsätzen bei internationalen Meisterschaften kam er aber in jenen Jahren zunächst nicht. Im Jahre 1965 belegte Rimantas Bagdonas beim renommierten "Iwan-Poddubny"-Turnier in Moskau den 3. Platz hinter Walentin Olenik und Alexander Jurkewitsch. Ganz überraschend wurde er dann in diesem Jahr bei der Weltmeisterschaft in Tampere eingesetzt. Er konnte dieses Vertrauen rechtfertigen, denn er wurde dort Weltmeister im Mittelgewicht. Auf dem Weg zu diesem Titel besiegte er Kaarlo Wieser aus Finnland, Yacoub Abousalloum aus dem Libanon und Lothar Metz aus der DDR. Im Finale stand er dann dem Polen Bolesław Mackiewicz gegenüber, wobei dieser Kampf "Unentschieden" endete. Nach diesem Kampf hatten Bagdonas und Mackiewicz die gleiche Anzahl an Siegen und auch die gleiche Anzahl an Fehlerpunkten. Nach dem damaligen Reglement musste das Körpergewicht für die Titelvergabe entscheiden, wobei der leichtere Ringer den Vorzug erhielt. Bagdonas war 300 g leichter als Mackiewicz und wurde deshalb Weltmeister.
Zu weiteren Einsätzen bei internationalen Meisterschaften kam Rimantas Bagdonas nicht. Er wurde aber in seiner Laufbahn insgesamt noch sechsmal litauischer Meister. 1967 beendete er seine aktive Ringerlaufbahn und studierte an der Universität in Vilnius. Danach war er als Hotelmanager tätig. Er lebt immer noch in Vilnius und übt im litauischen Ringerverband wichtige Funktionen aus.

## Erfolge
| Jahr | Platz | Wettbewerb                        | Gewichtsklasse | |
| 1961 | 1.    | Litauische Meisterschaft          | Halbschwer     | |
| 1961 | 1.    | Sowjetische Meisterschaft         | Halbschwer     | |
| 1963 | 1.    | Litauische Meisterschaft          | Mittel         | |
| 1963 | 1.    | Sowjetische Meisterschaft         | Mittel         | |
| 1964 | 1.    | Litauische Meisterschaft          | Mittel         | |
| 1965 | 1.    | Litauische Meisterschaft          | Mittel         | |
| 1965 | 3.    | "Iwan-Poddubny"-Turnier in Moskau | Mittel         | hinter Walentin Olenik u. Alexander Jurkewitsch                                                                                                  |
| 1965 | 1.    | WM in Tampere                     | Mittel         | mit Siegen über Kaarlo Wieser, Finnland, Yacoub Abousalloum, Libanon u. Lothar Metz, DDR u. einem Unentschieden gegen Bolesław Mackiewicz, Polen |
| 1966 | 1.    | Litauische Meisterschaften        | Mittel         | |
| 1967 | 1.    | Litauische Meisterschaften        | Mittel         | |